# Жесть (фильм)
«Жесть» — российский художественный фильм 2006 года в жанре психологического триллера, поставленный кинорежиссёром Денисом Неймандом по сценарию Константина Мурзенко. Сами сценарист и режиссёр фильма определили жанр фильма как «„психовик“ — взрывная смесь триллера, хоррора, психоделической драмы и классической комедии».
Премьера фильма состоялась 15 марта 2006 года в Киеве в кинотеатре «Украина».

## Сюжет
Журналистка «Комсомольской правды» Марина после неприятного профессионального инцидента решает оставить журналистику. Но её редактор соглашается на это только в том случае, если Марина сделает свой последний репортаж о маньяке-учителе, находящемся в психиатрической больнице.
Но практически сразу после приезда Марины и её знакомства с главным врачом маньяку удаётся сбежать. Поиски поручают следователю Павлу, Марине удаётся к нему присоединиться. После ряда оперативно-разыскных мероприятий герои оказываются в огромном по площади заброшенном дачном посёлке в окрестностях города Азотсталь. На этой территории не работает сотовый телефон, не действует уголовный кодекс, а местные жители живут по собственным законам и называют себя «талибами».

## В ролях
| Актёр                 | Роль                      |
| --------------------- | ------------------------- |
| Алёна Бабенко         | Марина                    |
| Михаил Ефремов        | маньяк (добрый мужчина)   |
| Вячеслав Разбегаев    | Павел, следователь        |
| Сергей Шакуров        | главный врач              |
| Алексей Серебряков    | Терминатор                |
| Игорь Савочкин        | Терминатор                |
| Анатолий Белый        | Александр, редактор       |
| Юсуп Бахшиев          | Берия                     |
| Игорь Лифанов         | Валентин                  |
| Елена Руфанова        | Зойка                     |
| Эмилия Спивак         | лейтенант Настя Тульская  |
| Иван Ургант           | Илья                      |
| Гоша Куценко          | обнажённый мужчина        |
| Рената Литвинова      | жена обнажённого мужчины  |
| Игорь Черневич        | Лютик                     |
| Тимур Ефременков      | Гарик                     |
| Станислав Зельвенский | пациент на каталке        |
| группа «Кровосток»    | гопники-байкеры в эпизоде |

## Саундтрек
1. Игорь Вдовин — Жесть (Intro)
2. Иэн Браун — Corpses In Their Mouths
3. Терри Хоакс — Insanity
4. Игорь Вдовин — Мелодия (Марина)
5. Игорь Вдовин — Разбег
6. Игорь Вдовин — Догони Марину
7. Ween — Buenas Tardes Amigo
8. Игорь Вдовин — Транквилизатор
9. Игорь Вдовин — Жесть (Bad Trip)
10. Игорь Вдовин — Sadоводство
11. Монолог Ефремова
12. Игорь Вдовин — Жесть (Bells)
13. Игорь Вдовин — Гитара и Рояль
14. Ween — Falling Out
15. Игорь Вдовин — Гонки
16. Игорь Вдовин — Катарсис
17. Игорь Вдовин feat. IAMX — Жесть
18. Дельфин — Или я
19. Игорь Вдовин feat. Eclectica — Жесть (remix)
20. Михаил Ефремов — Город золотой